# زحير مثاني
زحير مَثاني(1) هو شعورٌ بتفريغٍ غير كاملٍ للمثانة بعد التبول. إذا استُعملت كلمة «زحير» دون إضافاتٍ فإنه يُقصد منها الزحير المستقيمي. يحدث الزحير المثاني بسبب تشنجاتٍ عضلية في الحجاب البولي التناسلي.

## هوامش
- «1»: زَحيرٌ مَثانِيّ[1] أو زَحيرٌ بَوْلي (بالإنجليزية: Vesical tenesmus)‏.